# Rubens (football)
Pour les articles homonymes, voir Rubens (homonymie).
Rubens Josué da Costa, mieux connu sous le nom de Rubens (né le 24 novembre 1928 à São Paulo et mort le 31 mai 1987 à Rio de Janeiro), est un joueur de football international brésilien, qui jouait au poste de milieu de terrain.

## Palmarès

### Club
- Championnat de Rio de Janeiro : 4

Flamengo : 1953, 1954 et 1955
Vasco da Gama : 1958
- Tournoi Rio-São Paulo : 1

Vasco da Gama : 1958

### Sélection
- Championnat panaméricain : 1

1952